# Burke Trend, Baron Trend
Burke St. John Trend, Baron Trend PC GCB CVO (* 2. Januar 1914; † 21. Juli 1987) war ein britischer Regierungsbeamter, der zehn Jahre lang Kabinettsekretär (Cabinet Secretary) unter den Premierministern Alec Douglas-Home, Harold Wilson sowie Edward Heath war und 1974 als Life Peer aufgrund des Life Peerages Act 1958 Mitglied des House of Lords wurde. Zuletzt war er zehn Jahre lang zwischen 1973 und 1983 Rektor des Lincoln College der University of Oxford.

## Leben

### Regierungsbeamter und Aufstieg zum Kabinettsekretär
Trend absolvierte nach dem Besuch der Whitgift School ein Studium der Klassischen Altertumswissenschaft am Merton College, das er mit Auszeichnung abschloss. Im Anschluss trat er in den öffentlichen Dienst (Civil Service) ein und war während seiner beruflichen Laufbahn nach einer kurzen Tätigkeit von 1936 bis 1937 im Bildungsministerium (Ministry of Education) zwischen 1937 und 1955 im Schatzamt (HM Treasury) tätig. Dort war er von 1945 bis 1949 Leitender Privatsekretär (Principal Private Secretary) der damaligen Schatzkanzler (Chancellor of the Exchequer) Hugh Dalton und Richard Stafford Cripps sowie anschließend von 1949 bis 1955 Untersekretär (Under-Secretary) im Schatzamt. Für seine Verdienste in der Verwaltung wurde er am 1. Juni 1953 zum Commander des Royal Victorian Order (CVO) und am 1. Januar 1955 zum Companion des Order of the Bath ernannt.
Nach einer einjährigen Tätigkeit von 1955 bis 1956 im Büro von Lordsiegelbewahrer (Lord Privy Seal) Rab Butler war Trend zwischen 1956 und 1959 stellvertretender Kabinettsekretär (Deputy Cabinet Secretary) und damit Vertreter von Norman Brook, der zwischen 1947 und 1962 Kabinettsekretär war sowie zugleich von 1956 bis 1962 in Personalunion auch Leiter des öffentlichen Dienstes (Head of Her Majesty’s Civil Service) war.
1959 wurde Trend erst Dritter Ständiger Sekretär sowie ein Jahr darauf 1960 Zweiter Ständiger Sekretär (Second Permanent Secretary) des Schatzamtes und war dort bis zu seiner Ablösung durch Philip Allen 1963 für den öffentlichen Dienst zuständig. Am 2. Juni 1962 wurde er Knight Commander des Order of the Bath und führte fortan den Namenszusatz „Sir“.
Im Anschluss wurde er 1963 Nachfolger von Norman Brook als Kabinettsekretär und bekleidete diese Funktion als Chef des Cabinet Office unter den Premierministern Alec Douglas-Home, Harold Wilson sowie Edward Heath zehn Jahre lang bis zu seiner Ablösung durch John Hunt 1973. Die zugleich von Brook ausgeübte Funktion des als Leiter des öffentlichen Dienstes wurde hingegen von Laurence Helsby übernommen. 1972 wurde er ferner zum Privy Councillor ernannt. Während seiner Amtszeit als Kabinettsekretär war er unter anderem auch als Berater und enger Mitarbeiter der jeweiligen Premierminister in Fragen der Verteidigungs- und Abrüstungspolitik sowie Außenpolitik tätig.

### Oberhausmitglied und Rektor des Lincoln College
Durch ein Letters Patent vom 7. März 1974 wurde Trend aufgrund des Life Peerages Act 1958 als Life Peer mit dem Titel Baron Trend, of Greenwich in Greater London, in den Adelsstand erhoben und gehörte damit bis zu seinem Tod dem House of Lords als Mitglied an.
Nach Beendigung seiner Tätigkeit als Kabinettsekretär folgte er 1973 Walter Oakeshott als Rektor des Lincoln College der University of Oxford und bekleidete dieses Amt ebenfalls zehn Jahre lang, bis er 1983 durch Vivian H. H. Green abgelöst wurde, der von 1951 bis 1983 Fellow und Tutor für Geschichtswissenschaft war und bereits von 1972 bis 1973 als geschäftsführender Rektor fungierte.
Aus seiner 1949 mit der Mathematiklehrerin Patricia Charlotte Shaw geschlossenen Ehe ging sein Sohn Michael Trend hervor, der zwischen 1992 und 2005 als Vertreter der Conservative Party Abgeordneter des House of Commons war. Patricia Trend, Baroness Trend, verstarb 2008.